# Rebecca van Emden

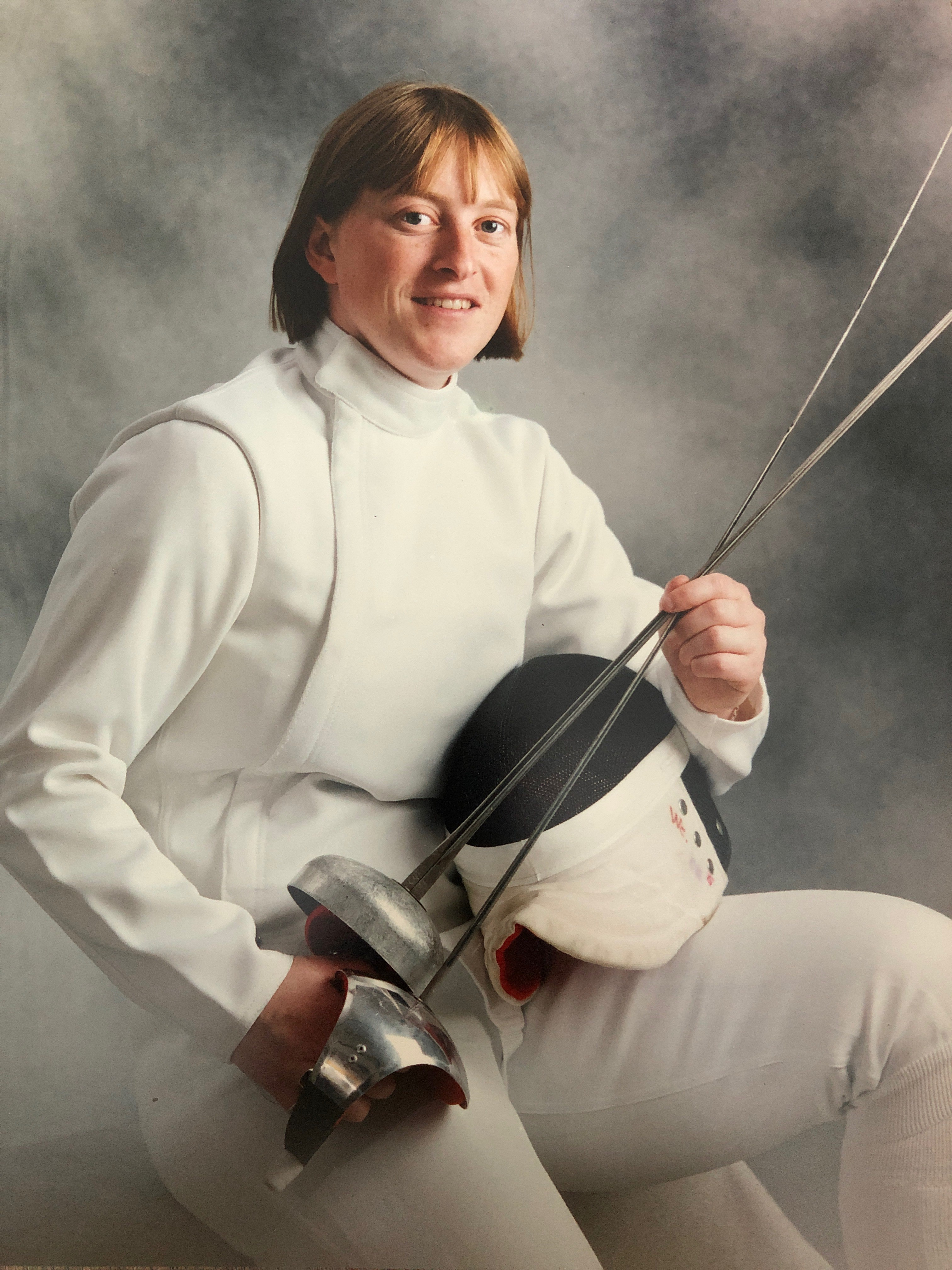
Rebecca van Emden, Wereldkampioene Schermleraren 1990(Rotterdam) en 1994(Graz) op Degen en Sabel

Maître Rebecca van Emden (1966) is een voormalig Nederlandse schermster, zevenvoudig Nederlands kampioen individueel en één keer per équipe, en viervoudig wereldkampioene bij de schermleraren.

## Loopbaan
Zij startte haar carrière bij Schermschool Vandervoodt in Rotterdam, bij Maître Jean Vandervoodt. Hij stimuleerde Rebecca om ook over de grens ervaring op te doen in Frankrijk. Zij nam in de periode 1985-1998 diverse keren deel aan Nederlandse-, Europese- en Wereldkampioenschappen. De eerste keer in 1986: de Jeugd-Wereldkampioenschappen in Stuttgart op floret.
Na haar middelbare school verhuisde zij naar Frankrijk, waar zij haar schermcarrière, naast haar werk als co-directrice van het particuliere sportinternaat La Résidence Demaille, verder vormgaf onder leiding van Maître André Demaille.
In 1987 maakt ze succesvol de overstap naar Damesdegen, toen dit in de schermwereld werd geïntroduceerd.
In 1989 behaalde ze het Franse diploma Maître d’Armes op drie wapens.
In 1996 rondde ze haar schermcarrière af met een overstap naar damessabel en behaalde de 1e Nederlandse titel op dit wapen in 1996.
Van Emden is een van de weinige Nederlandse schermsters die met drie verschillende wapens aan WK’s heeft deelgenomen en succesvol is geweest, waarbij de nadruk overigens altijd heeft gelegen op de degen.
Na 12 jaar in Frankrijk te hebben gewoond, kwam ze in 1998 terug naar Nederland. Zij werd docent (Rooms Division Instructor) bij de Hotelschool Den Haag – Campus Amsterdam en daarnaast houdt zij zich als zelfstandig Master Birkman Professional bezig  met assessments en coaching.

### Titels
- Nederlands Kampioene Degen 1987 – 1990 – 1992[2] – 1994 – 1996 - 1997
- Nederlands Kampioene per équipe Degen in 1996 (Alice van den Berg, Marijke Linke-Lugthart, Rebecca van Emden)
- Nederlands Kampioene Sabel 1996
- Wereldkampioene Degen Maître d’Armes Rotterdam 1990
- Wereldkampioene Sabel Maître d’Armes Rotterdam 1990[3]
- Wereldkampioene Degen Maître d’Armes Graz 1994
- Wereldkampioene Sabel Maître d’Armes Graz 1994

### Overige
- 1986 JWK Stuttgart (Floret)
- 1988 Criterium Mondial Damesdegen in Orléans
- 1989 WK Denver
- 1990 WK Lyon
- 1990  1e WK Maître d’Armes Rotterdam klassement op 3 wapens
- 1990 5e WK Maître d’Armes Rotterdam Floret
- 1991 EK Wenen
- 1991 WK Boedapest
- 1991  2e NK Degen
- 1992 EK Lissabon
- 1993 WK Essen
- 1993  2e NK Degen
- 1994 WK Athene
- 1994  3e WK Maître d’Armes Graz klassement 3 wapens
- 1994 10e WK Maître d’Armes Graz Floret
- 1995 WK Den Haag
- 1995  2e NK Degen
- 1995  2e NK Degen per équipe (van den Berg, Linke-Lugthart, van Emden)
- 1996  1e NK Degen per équipe (van den Berg, Linke-Lugthart, van Emden)
- 1997  2e NK Degen per équipe (van den Berg, Linke-Lugthart, van Emden)
- 1998 WK La-Chaux-de-Fonds (Sabel)